# International Star Registry
Företaget International Star Registry (ISR), grundat 1979, låter köpare namnge en stjärna som en gåva eller minne efter en avliden. När stjärnan har fått sitt namn publicerar ISR dess koordinater i en bok vid namnet "Your Place in the Cosmos" (Din plats i kosmos).
Namnen i boken är inte erkända av den Internationella astronomiska unionen (IAU), vilken är den internationellt erkända auktoriteten för att namnge nyligen upptäckta stjärnor, planeter, asteroider, kometer och andra astronomiska objekt.

## Kritik
ISR har fått mycket kritik från den astronomiska världen för att utnyttja människors okunnighet om hur stjärnorna får sina namn, bland annat har IAU beskrivit ISR:s affärsidé som "a deplorable commercial trick", ungefär "ett bedrövligt kommersiellt trick".